# Arrondissement de Herford
L'arrondissement de Herford, en allemand Kreis Herford, est une division administrative allemande, située dans le land de Rhénanie-du-Nord-Westphalie.

## Situation géographique
L’arrondissement de Herford se trouve au cœur du « Ravensberger Hügelland », une région géographique du Weserbergland. Depuis le Moyen Âge et grâce à son ancienne industrie de tolle, cette région vallonnée est caractérisée par une relativement grande densité de population.

## Histoire
L'arrondissement fut créé le 18 octobre 1816 par décret du district de Minden.

## Communes
L'arrondissement compte 9 communes dont 6 villes.

* Chef-lieu de l'arrondissement
| Communes         | Population du 30 juin 2007 |
| ---------------- | -------------------------- |
| Bünde, ville     | 44 932                     |
| Enger, ville     | 20 076                     |
| Herford, ville * | 65 107                     |
| Hiddenhausen     | 20 474                     |
| Kirchlengern     | 16 413                     |
| Löhne, ville     | 41 150                     |
| Rödinghausen     | 10 162                     |
| Spenge, ville    | 15 354                     |
| Vlotho, ville    | 19 856                     |

## Politique

### Administrateurs de l'arrondissement
- 1816–1831 : Franz Haß (de)
- 1832–1838 : Philipp von Borries (de)
- 1838–1870 : Georg von Borries senior (de)
- 1870–1890 : Rudolf von Borries (de)
- 1891–1902 : Georg von Borries junior
- 1903–1933 : Franz von Borries (de)
- 1933–1944 : Erich Hartmann (de)
- 1944–1945 : Friedrich Kleim (de)
- 1945–1946 : Carl von Laer (de)
- 1946–1962 : August Griese (de)
- 1962–1977 : Ernst Albrecht (de)
- 1977–1989 : Siegfried Moning (de)
- 1989–1999 : Gerhard Wattenberg (de)
- 1999–2003 : Hans-Georg Kluge (de)
- 2003–2009 : Lieselore Curländer (de)
- 2009–2015 : Christian Manz (de)
- 2015- : Jürgen Müller (de) (SPD)

### Élections du conseil (Kreistag)
|       | Scrutin du 12 sept. 1999 | Scrutin du 12 sept. 1999 | Scrutin du 12 sept. 1999 | Scrutin du 26 sept. 2004 | Scrutin du 26 sept. 2004 | Scrutin du 26 sept. 2004 |
| Parti | Votes                    | %                        | Sièges                   | Votes                    | %                        | Sièges                   |
| ----- | ------------------------ | ------------------------ | ------------------------ | ------------------------ | ------------------------ | ------------------------ |
| CDU   |                          | 47,6 %                   | 25                       | 45 162                   | 41,8 %                   | 21                       |
| SPD   |                          | 41,8 %                   | 22                       | 42 250                   | 39,1 %                   | 20                       |
| Grüne |                          | 5,5 %                    | 3                        | 9 705                    | 9,0 %                    | 4                        |
| FDP   |                          | 4,7 %                    | 2                        | 6 870                    | 6,4 %                    | 3                        |
| FWG   |                          | %                        |                          | 3 330                    | 3,1 %                    | 2                        |

## Juridiction
Juridiction ordinaire
- Cour d'appel (Oberlandesgericht) de Hamm
  - Tribunal régional (Landgericht) de Bielefeld
    - Tribunal cantonal (Amtsgericht) de Bad Oeynhausen: Löhne, Vlotho
    - Tribunal cantonal de Bünde: Bünde, Kirchlengern, Rödinghausen
    - Tribunal cantonal de Herford: Enger, Herford, Hiddenhausen, Spenge

Juridiction spéciale
- Tribunal supérieur du travail (Landesarbeitsgericht) de Hamm
  - Tribunal du travail (Arbeitsgericht) de Herford
- Tribunal administratif supérieur (Oberverwaltungsgericht) de Münster
  - Tribunal administratif (Verwaltungsgericht) de Minden
- Tribunal des affaires de Sécurité sociale (Sozialgericht) de Detmold